# ISO 3166-2:VI
ISO 3166-2:VIはISOの3166-2規格のうち、VIで始まるものである。アメリカ領ヴァージン諸島の行政区分コードを意味する。アメリカ領ヴァージン諸島はISO 3166-1(ISO 3166-1 alpha-2)で、VIを国コードとして割り振られている。ISO 3166-2:VIに対応する行政区分コードの割り当てはない。
ただし、アメリカ領ヴァージン諸島にはアメリカ合衆国の地方行政区画としてISO 3166-2:USでUS-VIが割り当てられている。